# Валя-Маре (Гурахонц, Арад)
Валя-Маре (рум. Valea Mare) — село у повіті Арад в Румунії. Входить до складу комуни Гурахонц.
Село розташоване на відстані 359 км на північний захід від Бухареста, 82 км на схід від Арада, 107 км на південний захід від Клуж-Напоки, 107 км на північний схід від Тімішоари.

## Населення
За даними перепису населення 2002 року у селі проживали 104 особи, усі — румуни. Усі жителі села рідною мовою назвали румунську.